# Lista de posições na hierarquia católica

## Hierarquia contemporânea
A tabela abaixo visa elucidar, sem exaurir, as diversas atribuições dos fiéis católicos, segundo critério da Idade Contemporânea.
| Hierarquia da Santa Igreja Romana | | | |
| Ministério | Título | Função | Descrição |
| Episcopado | Papa | Papa | O Bispo de Roma possui a primazia sobre toda a Igreja Católica, sendo o seu condutor e Sumo Pontífice, ao qual incumbe o governo terreno da Igreja e a aplicação de sua doutrina. |
| Episcopado | Cardeal | Cardeal | Membro do Colégio Cardinalício, auxilia o Papa em funções administrativas, teológicas e temáticas específicas relativas ao governo da Igreja no âmbito da Cúria Romana e da Santa Sé. Os cardeais reunidos em conclave elegem o Papa. |
| Episcopado | Patriarca | Patriarca | O Prelado de uma Igreja Católica Oriental ou a mais elevada dignidade honorífica para uma diocese ou arquidiocese. |
| Episcopado | Arcebispo | Arcebispo Primaz | Um título de honra concedido pelo Papa a alguns Prelados, geralmente o arcebispo à frente da arquidiocese mais antiga de um determinado país ou região. |
| Episcopado | Arcebispo | Arcebispo Metropolita | O arcebispo que dirige uma arquidiocese que sedia uma província eclesiástica composta pelas outras dioceses, denominadas "dioceses sufragâneas". |
| Episcopado | Bispo | Bispo diocesano | O epíscopo que dirige uma diocese. |
| Episcopado | Bispo | Prelado | O epíscopo que dirige uma prelazia territorial ou pessoal. |
| Presbiterado | Monsenhor | Monsenhor | Um título de honra concedido pelo Papa em reconhecimento aos serviços prestados à Santa Sé ou à uma vida ministerial exemplar e notória. |
| Presbiterado | Vigário-geral | Vigário-geral | Sacerdote encarregado pelo bispo de poder executivo sobre uma diocese. |
| Presbiterado | Cônego | O cônego é um presbítero que vive sob regra de vida em Igrejas catedrais e colegiadas. | O cônego é um presbítero que vive sob regra de vida em Igrejas catedrais e colegiadas. |
| Presbiterado | Cônego | Arcediago | vigário que administra parte de uma diocese |
| Presbiterado | Cônego | Decano ou Deão | dirige uma universidade católica |
| Presbiterado | Cônego | Mestre-escola | dirige uma escola católica |
| Presbiterado | Cônego | Padre-mestre | dirige uma sala de aula |
| Presbiterado | Cônego | Cura | pároco de uma catedral |
| Presbiterado | Padre ou Pároco | Padre ou Pároco | dirige uma paróquia |
| Presbiterado | Capelão | Capelão | padre militar ou que dirige uma capela |
| Diaconato | Diácono | Diácono | recebe o 3º grau da ordem, pode ser casado. |
| Ainda que não façam parte da hierarquia (quando não ordenados) os religiosos aqui estão expostos em sua organização hierárquica própria. E os leigos, segundo a possibilidade de exercício de alguns ministérios litúrgicos. | | | |
| Vida Consagrada | Abade / Abadessa | Abade / Abadessa | Governa uma abadia ou mosteiro. |
| Vida Consagrada | Prior / Prioresa | Prior / Prioresa | Governa um priorado conventual, quando superior de uma comunidade e por isso é chamado de prior(esa) conventual. Prior(esa) simples quando dirige uma comunidade dependente de outra. E quando dirige a disciplina de uma comunidade, quando prior(esa) claustral. |
| Vida Consagrada | Religioso | Religioso | frei/freira, monge/monja ou frade/frater de um convento ou mosteiro que professou votos perpétuos ou simples. |
| Vida Consagrada | Juniorista | Juniorista | frei/freira, monge/monja ou frade/frater de um convento ou mosteiro que professou votos temporários |
| Vida Consagrada | Noviço(a) | Noviço(a) | aquele(a) que se prepara para professar seus votos em uma ordem / congregação |
| Leigos | São membros não clérigos da Igreja. São ministros leigos instituídos pela Igreja (pelo Bispo ou um Padre delegado por ele) o Acólito e o Leitor. Pelo fato destes ministérios, conforme decreto canônico (Canon 230 do Código de Direito Canônico), serem destinados apenas a homens, existem as formas extraordinárias, podendo nesta forma todos os leigos, homens e mulheres, desempenharem os ministérios de Leitor e Acólito. | São membros não clérigos da Igreja. São ministros leigos instituídos pela Igreja (pelo Bispo ou um Padre delegado por ele) o Acólito e o Leitor. Pelo fato destes ministérios, conforme decreto canônico (Canon 230 do Código de Direito Canônico), serem destinados apenas a homens, existem as formas extraordinárias, podendo nesta forma todos os leigos, homens e mulheres, desempenharem os ministérios de Leitor e Acólito. | São membros não clérigos da Igreja. São ministros leigos instituídos pela Igreja (pelo Bispo ou um Padre delegado por ele) o Acólito e o Leitor. Pelo fato destes ministérios, conforme decreto canônico (Canon 230 do Código de Direito Canônico), serem destinados apenas a homens, existem as formas extraordinárias, podendo nesta forma todos os leigos, homens e mulheres, desempenharem os ministérios de Leitor e Acólito.              |
| Leigos | Acólito | Acólito | auxiliar dos sacerdotes e diáconos nas celebrações litúrgicas. |
| Leigos | Coroinha | Coroinha | auxiliar na celebração (durante a missa) |
| Leigos | Ministro extraordinário da Comunhão | Ministro extraordinário da Comunhão | responsável por ministrar a Sagrada Comunhão Eucarística de forma extraordinária, ou seja, na ausência ou necessidade dos Presbíteros. O ministro ordinário é o Presbítero presidente da celebração da Eucaristia, o primeiro ministro extraordinário é o Padre concelebrante, depois os Diáconos, depois os Acólitos, depois os Sacerdotes presentes, mas não concelebrantes, depois os Leigos devida e previamente preparados para tal honra. |
| Leigos | Leitor | Leitor | leitor dos textos bíblicos e eclesiásticos nas celebrações litúrgicas. |

## Hierarquia medieval
A tabela a seguir apresenta, de forma abrangente e concisa, os Títulos e Funções das posições hierárquicas da Igreja Católica, classificados segundo as Ordens religiosas a que pertencem. Também são apresentados os Graus hierárquicos de cada Título, segundo critério utilizado na Idade Média.
| Categoria        | Ordem              | Grupo        | Título                             | Função         | Descrição                                                        | Grau    |
| Ordens seculares |                    |              |                                    |                | clero secular ou diocesano: votos simples; vida não enclausurada |         |
|                  | Ordens maiores     |              |                                    |                |                                                                  |         |
|                  |                    | Episcopado   |                                    |                |                                                                  |         |
|                  |                    |              | Papa                               |                | sumo pontífice, bispo de Roma, dirige a Igreja                   | 15      |
|                  |                    |              | Cardeal                            |                | membro do Colégio Cardinalício, elege o Papa                     | 12      |
|                  |                    |              | Patriarca                          |                | prelado de importantes igrejas orientais                         | 11 ½    |
|                  |                    |              | Arcebispo primaz                   |                | dirige a arquidiocese mais antiga da região                      | 11 ½    |
|                  |                    |              | Arcebispo metropolita              |                | dirige uma arquidiocese metropolitana                            |         |
|                  |                    |              | Prior                              |                | dirige uma ordem religiosa ou militar                            | 10      |
|                  |                    |              | Bispo diocesano                    |                | dirige uma diocese                                               | 9       |
|                  |                    |              | Prelado                            |                | dirige uma prelazia territorial ou pessoal                       | 8       |
|                  |                    | Presbiterado |                                    |                |                                                                  |         |
|                  |                    |              | Monsenhor                          |                | título de honra concedido pelo Papa                              | 7 ½     |
|                  |                    |              | Vigário-geral                      |                | poder executivo da diocese, em nome do bispo                     | 7 ½     |
|                  |                    |              | Vigário                            |                | exerce temporariamente funções de um prelado                     | 7       |
|                  |                    |              | Cônego                             |                | vive sob regra, em cabidos (catedral) ou colégios (paróquia)     |         |
|                  |                    |              |                                    | Arcediago      | vigário que administra parte de uma diocese                      | 7 ½     |
|                  |                    |              |                                    | Decano ou Deão | dirige uma universidade católica                                 | 7       |
|                  |                    |              |                                    | Chantre        | responsável pelo coro                                            | 6       |
|                  |                    |              |                                    | Mestre-escola  | dirige uma escola católica                                       | 6       |
|                  |                    |              | Cura                               |                | pároco de uma catedral                                           | 6       |
|                  |                    |              | Padre, Pároco                      |                | dirige uma paróquia                                              | 5       |
|                  |                    |              | Capelão                            |                | padre militar ou que dirige uma capela                           | 4 ½     |
|                  |                    | Diaconato    |                                    |                |                                                                  |         |
|                  |                    |              | Diácono                            |                | sem (ainda) ordem sacerdotal, pode ser casado                    | 3       |
|                  |                    |              | Subdiácono                         |                | auxiliar do diácono (cargo extinto pelo Concílio Vaticano II)    | 2 ½     |
|                  |                    |              | Seminarista                        |                | cursa um seminário                                               | 1 ½     |
|                  | Ordens menores     |              |                                    |                |                                                                  |         |
|                  |                    |              | Acólito                            |                | auxiliar de sacerdotes e diáconos                                | 2       |
|                  |                    |              | Servidor do Santo Altar (coroinha) |                | Auxiliar na missa                                                | 1 ½     |
|                  |                    |              | Ministro da Eucaristia             |                | Manusear o corpo de Cristo e entregar aos fieis                  | 1       |
|                  |                    |              | Sacristão                          |                |                                                                  |         |
|                  |                    |              | Coveiro                            |                |                                                                  |         |
|                  |                    |              | Exorcista                          |                | auxiliar de exorcismos                                           | 1       |
| Ordens regulares |                    |              |                                    |                | clero regular ou regrante: votos solenes, vida enclausurada      |         |
|                  | Ordens monásticas  |              |                                    |                | vivem em mosteiros (originalmente) rurais, mais enclausurados    |         |
|                  |                    |              | Prior                              |                | dirige a ordem                                                   | 10      |
|                  |                    |              | Abade, Abadessa                    |                | dirige um mosteiro                                               | 8       |
|                  |                    |              | Monge, Monja                       |                | membro(a) de um mosteiro                                         | 4       |
|                  |                    |              | Noviço, Noviça                     |                | candidato a monge/monja                                          | 2       |
|                  | Ordens mendicantes |              |                                    |                | vivem em centros urbanos, menos enclausurados                    |         |
|                  |                    |              | Prior / Prioresa                   |                | dirige a ordem                                                   | 10 / 7  |
|                  |                    |              | Frade / Madre superior(a)          |                | dirige um convento                                               | 8 / 6   |
|                  |                    |              | Frade / Freira ou Sóror            |                | membro(a) de um convento                                         | 4 / 2   |
|                  |                    |              | Noviço / Noviça                    |                | candidato(a) a frade/freira                                      | 2 / 1 ½ |
| Leigos           |                    |              |                                    |                | membros não eclesiásticos da Igreja                              |         |
|                  |                    |              | Leitor                             |                | faz a leitura de textos nas missas                               | 1       |
|                  |                    |              | Sacristão                          |                | auxiliar do pároco                                               | ½       |
|                  |                    |              | Fiel                               |                | professante da fé católica, sem função específica                | 0       |

## Não cristãos (Na Idade Média)
A título de curiosidade, na Idade Média, quando a hierarquia acima foi estabelecida, os pagãos e os infiéis, eram vistos aos olhos da Igreja como forçosamente abaixo do fiéis (Grau = -1), enquanto os hereges, muçulmanos e judeus figuravam num patamar ainda mais baixo (Grau = -2).[carece de fontes?]